# Академика Барабашова
«Академика Барабашо́ва» (укр. Академіка Барабашова,  (слушать)о файле, до 19 ноября 2003 года — «Барабашова») — станция Харьковского метрополитена на Салтовской линии. Расположена между станциями «Академика Павлова» и «Киевская». Названа в честь астронома Николая Барабашова.

## История и описание
Станция пущена в эксплуатацию 11 августа 1984 года под названием «Барабашова». До момента пуска второй очереди Салтовской линии 23 октября 1986 года станция была конечной. 19 ноября 2003 года решением Харьковского горсовета станция была переименована в «Академика Барабашова».
Рядом располагается крупнейший в Харькове рынок «Барабашово».
Станция колонного типа. С западной стороны станции построена ветка в электродепо «Салтовское». С восточной стороны съезд от первой очереди Салтовской линии был демонтирован в феврале 2015 года, ранее использовался для оборота технических рейсов в электродепо «Салтовское».
8 апреля 2008 года из-за массовой застройки рынка «Барабашово» произошло залитие грунтовых вод на перегоне между станциями метро «Академика Барабашова» и «Академика Павлова».
16 апреля 2008 года на рынке «Барабашово» произошёл пожар, возгоранием в 2000 км². В результате этого происшествия на Салтовской линии поезда были остановлены на 4 минуты и было сокращено количество электропоездов. Все, кто был в районе пожара (от 20 до 50 тысяч торговцев) были эвакуированы через метро.

### Конструкция станции
«Академика Барабашова» — колонная трёхпролётная станция мелкого заложения. Глубина заложения — 4 метра. Построена по индивидуальному проекту. Особенность конструкции станции в Y-образных колоннах и шагом колонн в 9 метров.
- Платформа станции
- Одна из люстр станции